# Atreyu (banda)
Atreyu es una banda estadounidense de metalcore originaria del Condado de Orange. Tiene como integrantes a los guitarristas Dan Jacobs y Travis Miguel, bajista Marc McKnight y al baterista vocalista Brandon Saller. En su sitio web, la banda señala que su estilo está muy influenciado por el thrash metal de los años 80.
En un principio la banda fue llamada “Retribution”, nombre que se cambió a “Atreyu” debido al personaje de la novela de Michael Ende, La historia interminable.
La banda ha lanzado nueve álbumes de estudio: Suicide Notes and Butterfly Kisses (2002), The Curse (2004), A Death-Grip on Yesterday (2006), Lead Sails Paper Anchor (2007), Congregation of the Damned (2009), Long Live (2015), In Our Wake (2018), Baptize (2021) y The Beautiful Dark of Life (2023).

## Historia

### 2002–2004: Sucide Notes and Butterfly Kisses – The Curse
La banda editó dos álbumes de forma independiente antes de firmar con la discográfica Victory Records. Después de firmar contrato, la banda publicó su álbum debut Suicide Notes and Butterfly Kisses (2002). Dos sencillos fueron extraídos de ese álbum, “Ain't Love Grand” y “Lip Gloss and Black” Este último se convirtió en un signo del grupo y es tocada frecuentemente al final de sus conciertos. El 29 de julio de 2004, el disco The Curse se puso a la venta y llegó al puesto n.º 32. Se publicitaron dos sencillos del álbum, “Right Side of the Bed” y “The Crimson”. The Curse fue un disco mucho mejor trabajado que Suicide Notes and Butterfly Kisses y las letras de Varkatzas vieron una mayor madurez.

### 2006: A Death-Grip on Yesterday
El disco A Death-Grip on Yesterday se publicó el 28 de marzo de 2006. Tiene mucho de la corriente que caracterizó a Atreyu en los álbumes previos y también posee secciones vocales diseñadas por Varkatzas, que se opone a cantar con una técnica gutural en todas sus letras. Para agosto de 2006, dos sencillos fueron editados de A Death-Grip on Yesterday, “Ex's and Oh's”, y “The Theft”.
Atreyu ha tocado en varias giras para publicitar sus álbumes. Entre ellas se cuenta su participación en la edición 2005 de Warped Tour, la participación en el Ozzfest el 2004 y 2005. Además, se le suma la gira Otoño 2006 titulada World Championship Tour, planeada con bandas como From First To Last, Chiodos, y Every Time I Die. Esta gira se extendió a Gran Bretaña con 36 Crazyfists, Chiodos y 3 en colaboración.
El 4 de octubre de 2006 se anunció que la banda dejaba Victory Records y firmaría contrato con la productora Hollywood Records perteneciente a Disney.

### 2007-2008: Lead Sails Paper Anchor
Su nuevo disco, Lead Sails Paper Anchor, lanzado el 28 de agosto de 2007 bajo la producción de Hollywood Records, muestra un sonido evolucionado, complicados riffs de guitarra, menos voces 'rasgadas' y dan paso a una voz mucho más melodiosa que en su disco anterior A death grip on yesterday. Alcanzó el puesto número 8 en el Billboard 200, y fueron lanzados los sencillos “Becoming The Bull” , “Doomsday” y “Falling Down”. La edición estadounidense tiene un tema extra, una versión de la canción “Epic” de la banda Faith No More mientras que en la ediciones europea y australiana el tema extra es una versión de “Clean Sheets” de The Descendents.
Hicieron una gira por los Estados Unidos, en el festival Taste Of Chaos 2008, compartiendo escena con Avenged Sevenfold, Bullet for My Valentine, y BlesstheFall. También hicieron gira en Nueva Zelanda y Australia junto con Avenged Sevenfold y Bullet for My Valentine, encontrándose con una buena recepción de sus seguidores. En su blog, habían dicho que planeaban hacer otra gira por allí en algún otro momento del año.
El 22 de abril de 2008, Lead Sails Paper Anchor fue relanzado con los dos temas extras antes mencionados, un DVD, y un pequeño libro digital. Este lanzamiento vino con una carátula nueva. La promoción del CD se hizo en su página de Myspace mediante un avance.
El 23 de mayo de 2008, Varkatzas tuvo que suspender dos conciertos - May Day en Indianápolis y Balloon Fest en El Paso - debido a una infección en la garganta, por ello Brandon Saller y Marc McKnight estuvieron a cargo de los vocales durante esos dos conciertos.
En un blog del bajista Marc McKnight, se dijo que Atreyu había empezado a grabar su siguiente álbum en la primavera estadounidense de 2009.

### 2009: Congregation of the Damned
Su siguiente disco fue Congregation of the Damned, grabado en Henson Studios (Los Ángeles, California) y lanzado el 27 de octubre de 2009. Este disco tiene un contenido muy hardcore como en el álbum Suicide Notes And Butterfly Kisses, un sonido similar pero bastante evolucionado dejando a la vista las mejoras que ha tenido la banda en aquellos tiempos. De este álbum fue lanzado el sencillo “Storm to pass”, el cual sonó en las emisoras de radio.

### 2014-2017: Vuelta al ruedo y Long Live
El 1 de julio de 2014, la banda anunció oficialmente que volverían con nuevo material y, además, volver a hacer presentaciones en vivo.
El 5 de septiembre de 2014, la banda lanzó un nuevo sencillo a través de su cuenta en YouTube titulada “So Others May Live”.
El 29 de junio de 2015, se anunció su nuevo álbum, titulado Long Live, para el 18 de septiembre de ese año. El 17 de julio de 2015, la banda lanzó el videoclip de su siguiente sencillo, “Long Live”, a través de su canal en YouTube.
El 18 de septiembre de 2015, el álbum Long Live fue publicado alcanzando, como máximo, el puesto n.º 26 en el Billboard 200.

### 2017-presente: In Our Wake
El 9 de marzo de 2018, el vocalista de Avenged Sevenfold, M. Shadows, confirmó que la banda estaba trabajando en un lanzamiento, todavía sin título en aquel entonces, programado para ese mismo año, a través de un Ask Me Anything en Reddit.
El 12 de octubre de 2018, lanzaron su nuevo álbum, In Our Wake. Hasta la actualidad, el disco cuenta con cuatro sencillos: “Anger Left Behind”, “In Our Wake”, “The Time Is Now” y “House Of Gold”. Estos tres últimos incluyen vídeo musical.
El 19 de julio de 2019, la banda anunció que lanzarían una edición de lujo de “In Our Wake”, el cual incluye 7 canciones adicionales.
Finalmente, el 16 de agosto de 2019, lanzaron “In Our Wake (Deluxe Edition)”. El mismo cuenta con el sencillo “Generation” y su respectivo video musical.
El 30 de septiembre de 2020, la banda y Alex Varkatzas anunciaron en un comunicado mediante sus redes sociales que el vocalista abandonaba el grupo. La separación ha sido definida como amistosa.

## Miembros

### Actualmente
- Dan Jacobs – guitarra, coros.
- Travis Miguel – guitarra.
- Marc McKnight – bajo, coros (2003-presente).
- Brandon Saller – batería, percusión, programación, teclados, guitarra, segunda voz.

### En el pasado
- Brian O'Donnell – bajo (1998/1999-2001(?); participó en Visions)
- Chris Thompson – bajo (2001-2003; participó en Suicide Notes and Butterfly Kisses), ahora toca en la banda Cold War.
- Kyle Stanley — bajo
- Alex Varkatzas – vocalista (1998-2020)

Timeline

## Discografía

### Álbumes
| Título                             | Año  | Notas                                                                                    |
| ---------------------------------- | ---- | ---------------------------------------------------------------------------------------- |
| Suicide Notes and Butterfly Kisses | 2002 |                                                                                          |
| The Curse                          | 2004 | n.º 32 (U.S.)                                                                            |
| A Death-Grip on Yesterday          | 2006 | n.º 9 (U.S.), n.º 92 (R.U.)                                                              |
| Lead Sails Paper Anchor            | 2007 | n.º 8 (U.S.), n.º 61 (R.U.), n.º 3 (R.U. Rock), n.º 1 (Billboard 200 Rock and Hard Rock) |
| Congregation Of The Damned         | 2009 |                                                                                          |
| Long Live                          | 2015 |                                                                                          |
| In Our Wake                        | 2018 |                                                                                          |
| Baptize                            | 2021 |                                                                                          |
| The Beautiful Dark of Life         | 2023 |                                                                                          |

### EP
| Título                                           | Año  | Notas |
| ------------------------------------------------ | ---- | ----- |
| Visions                                          | 1998 |       |
| Fractures in the Facade of Your Porcelain Beauty | 2001 |       |

### Recopilatorios
| Título         | Año  | Notas           |
| -------------- | ---- | --------------- |
| The Best of... | 2007 | nº103 (EE. UU.) |

### Sencillos
| Año  | Canción                    | Posición en lista | Posición en lista   | Posición en lista       | Álbum                              |
| Año  | Canción                    | Hot 100 EE. UU.   | Modern Rock EE. UU. | Mainstream Rock EE. UU. | Álbum                              |
| ---- | -------------------------- | ----------------- | ------------------- | ----------------------- | ---------------------------------- |
| 2002 | "Ain't Love Grand"         | -                 | -                   | -                       | Suicide Notes and Butterfly Kisses |
| 2003 | "Lip Gloss and Black"      | -                 | -                   | -                       | Suicide Notes and Butterfly Kisses |
| 2004 | "Bleeding Máscara"         | -                 | -                   | -                       | The Curse                          |
| 2005 | "Right Side of the Bed"    | -                 | -                   | -                       | The Curse                          |
| 2005 | "The Crimson"              | -                 | -                   | -                       | The Curse                          |
| 2006 | "Her Portrait in Black"    | -                 | -                   | -                       | Underworld: Evolution soundtrack   |
| 2006 | "Ex's and Oh's"            | -                 | -                   | 24                      | A Death-Grip on Yesterday          |
| 2006 | "The Theft"                | -                 | -                   | -                       | A Death-Grip on Yesterday          |
| 2007 | "Shameful"                 | -                 | -                   | -                       | A Death-Grip on Yesterday          |
| 2007 | "Becoming the Bull"        | 119               | 11                  | 5                       | Lead Sails Paper Anchor            |
| 2007 | "Doomsday" (UK)            | -                 | -                   | -                       | Lead Sails Paper Anchor            |
| 2008 | "Falling Down"             | -                 | 13                  | 12                      | Lead Sails Paper Anchor            |
| 2015 | "Starting to Break"        | -                 | -                   | -                       | Long Live                          |
| 2015 | "Long Live"                | -                 | -                   | -                       | Long Live                          |
| 2015 | "Do You Know Who You Are?" | -                 | -                   | -                       | Long Live                          |
| 2018 | "In Our Wake"              | -                 | -                   | -                       | In Our Wake                        |
| 2018 | "The Time Is Now"          | -                 | -                   | -                       | In Our Wake                        |
| 2018 | "Anger Left Behind"        | -                 | -                   | -                       | In Our Wake                        |
| 2019 | "House Of Gold"            | -                 | -                   | -                       | In Our Wake                        |
| 2019 | "Generation"               | -                 | -                   | -                       | In Our Wake (Deluxe Edition)       |